# Hagop Arakelian
Hagop Arakelian, en arménien : Հակոբ Բարսեղի Առաքելյան ou Հակոբ Վասիլի Առաքելյան, né le 9 octobre 1894 à Ekaterinodar (aujourd'hui Krasnodar) dans l'Empire russe et mort le 11 novembre 1977 à Boulogne-Billancourt (Hauts-de-Seine), est un maquilleur français.

## Biographie
Il est issu d'une famille arménienne.
Il est inhumé au cimetière Pierre-Grenier de Boulogne-Billancourt (Hauts-de-Seine).

## Filmographie sélective
- 1934 : La Banque Némo de Marguerite Viel
- 1935 : Le Bébé de l'escadron de René Sti
- 1936 : Transigeons de Hubert de Rouvres - court métrage -
- 1937 : Forfaiture de Marcel L'Herbier
- 1938 : Le Monsieur de cinq heures de Pierre Caron
- 1938 : Alerte en Méditerranée de Léo Joannon
- 1940 : De Mayerling à Sarajevo de Max Ophuls
- 1942 : Le Voile bleu de Jean Stelli
- 1943 : L'Honorable Catherine de Marcel L'Herbier
- 1943 : L'Homme sans nom de Léon Mathot
- 1943 : Untel père et fils de Julien Duvivier
- 1946 : La Belle et la Bête de Jean Cocteau
- 1946 : Les Portes de la nuit de Marcel Carné
- 1949 : Pattes blanches de Jean Grémillon
- 1949 : L'Inconnue n°13 de Jean-Paul Paulin
- 1950 : Meurtres ? de Richard Pottier
- 1950 : Les Enfants terribles de Jean-Pierre Melville
- 1951 : L'Étrange Madame X de Jean Grémillon
- 1952 : Le Rideau rouge d'André Barsacq
- 1952 : Au cœur de la Casbah de Pierre Cardinal
- 1953 : Mon mari est merveilleux d'André Hunebelle
- 1953 : Les Trois Mousquetaires d'André Hunebelle
- 1954 : Obsession de Jean Delannoy
- 1956 : Et Dieu… créa la femme de Roger Vadim
- 1959 : Café Odeon de Kurt Früh
- 1960 : Austerlitz d'Abel Gance
- 1961 : Les Vierges de Rome (Le vergini di Roma) de Carlo Ludovico Bragaglia et Vittorio Cottafavi
- 1964 : Allez France ! de Robert Dhéry et Pierre Tchernia